# The Generous Mr. Lovewell
The Generous Mr. Lovewell es el sexto álbum de estudio de la banda estadounidense MercyMe, publicado el 4 de mayo de 2010 por la compañía discográfica INO Records. Es un disco conceptual que gira en torno a un personaje de ficción, «Mr. Lovewell». Brown Bannister y Dan Muckala se encargaron de producir las canciones del material. Antes de su lanzamiento oficial, la banda publicó que estaba disponible la preorden del disco, en la que incluía cuatro paquetes diferentes. La portada fue hecha por Brody Harper y el autor Kristin, en la que se muestra al personaje Mr. Lovewell sosteniendo un globo rojo en forma de corazón. Musicalmente, está influenciado por los sonidos y el trabajo de la banda británica The Beatles, mientras que explora géneros como el rock electrónico, el pop rock y el dance rock. Por su parte, en el aspecto lírico, habla de un concepto que MercyMe ha llamado «amar bien».
The Generous Mr. Lovewell contó con reseñas positivas de los críticos musicales, quienes lo compararon favorablemente al trabajo de The Beatles, sobre todo, en el álbum Sgt. Pepper's Lonely Hearts Club Band (1967); además, señalaron que es el mejor disco que MercyMe haya hecho. Comercialmente, obtuvo una buena recepción en los Estados Unidos; en la lista de álbumes oficial Billboard 200, debutó en el puesto número tres, con 88 000 copias vendidas en su primera semana. Asimismo, llegó a la cima de la Christian Albums, y ocupó el número nueve en el conteo de álbumes digitales. Para la promoción del disco, la banda creó un sitio web dedicado al personaje de Mr. Lovewell. En él, Además, se publicaron tres sencillos comerciales: «All of Creation», «Beautiful» y «Move», todos ellos llegando al primer lugar del Christian Songs, la principal lista de sencillos de música cristiana de Billboard. Por último, la banda se embarcó en una gira llamada Lovewell LIVE, que recorrió diferentes ciudades de los Estados Unidos, con el fin de promover el material.

## Antecedentes y desarrollo
MercyMe concibió The Generous Mr. Lovewell en dos estudios diferentes, uno en Sonic Ranch, El Paso, Texas, y en Quad Studios, Nashville, Tennessee. Además, Brown Bannister y Dan Muckala se encargaron de la producción del disco. La idea para el personaje de «Mr. Lovewell» y el álbum surgió mientras la banda trataba de averiguar algunos conceptos para el disco. Según Bart Millard, vocalista principal de la banda: «Estábamos [MercyMe] tratando de surgir el concepto para nuestro próximo disco. Por alguna razón, las palabras "amar bien" [love well] se atoró en mi cabeza». Millard explicó que «somos muy buenos, como nación, a amar bien cuando una tragedia masiva tiene lugar... Repentinamente, hemos vuelto muy unificados, que es una gran cosa. Pero sobre una base cotidiana, pasamos las oportunidades. Miramos hacia otro lado, o tratamos de ignorar. Así que la idea de amar bien es casi una especie de "cadena de favores" que giran en torno a la cruz». Con esa idea general, la agrupación iba a nombrar al álbum Lovewell, sin embargo, decidió hacer un personaje que personificara la idea de «amar bien», por lo que surgió el de «Mr. Lovewell», inspirado en parte por el álbum de The Beatles Sgt. Pepper's Lonely Hearts Club Band, de 1967. Debido al personaje y al sonido más diverso que el álbum iba a tener, MercyMe sintió que el nombre original no encajaba y lo cambió para reflejar el personaje de «Mr. Lovewell». Millard lo ha descrito como «cuando Buddy el duende conoce a Forrest Gump. Él ve lo bueno en todos y conoce a sus vecinos lo suficiente para conocer sus necesidades. Mr. Lovewell puede que no sea el próximo Billy Graham, pero está cambiando al mundo cada día, en cada palabra y acto». El concepto de «amar bien» se desarrolló aún más cuando la banda hizo un viaje a la República Dominicana y se inspiró en los espíritus resistentes de las personas que viven en la pobreza en la isla. Cuando comenzó a componer las canciones para el disco, se unieron al personaje de Mr. Lovewell y el concepto de «amar bien», por lo que crearon el mensaje general de amor que está presente en el álbum. Millard afirmó que el sueño de la banda para The Generous Mr. Lovewell era «inspirar a otros a la "cadena de favores" a la cruz. No tiene que ser de grandes sacrificios. Solo deja que tu vida sea tal que la gente sepa qué representas».

## Lanzamiento y portada
Antes del lanzamiento oficial de The Generous Mr. Lovewell, MercyMe publicó en su cuenta que estaba disponible por tiempo limitado la preorden del álbum. Esta ofrecía cuatro paquetes. En el primero, incluía una descarga digital inmediata de los sencillos «All of Creation» y «Move»; en el segundo, cinco canciones en versión acústica, un CD autografiado, un bolso de mano y una pulsera; en el tercero, ofrecía los anteriores objetos, más una camiseta, una postal y etiquetas; por último, en el cuarto incorporaba todo lo mencionado en los anteriores paquetes, incluido un DVD con imágenes de una entrevista y un marco 8x8 de tela. Finalmente, la compañía discográfica INO Records publicó The Generous Mr. Lovewell el 4 de mayo de 2010, a través de la descarga digital.
El 20 de enero de 2010, la banda publicó en su sitio oficial la portada oficial del álbum. El encargado de realizarla fue Brody Harper, quien, en su página oficial, comentó: «Aquí está. La portada que diseñé para el nuevo disco de MercyMe, The Generous Mr. Lovewell. Es bastante simple, pero exactamente lo que queríamos». En ella se ve al personaje Mr. Lovewell sosteniendo un globo rojo en forma de corazón, mientras que en la parte superior está escrito el nombre de la banda y del álbum. El autor del sitio web This is Kristin, quien se encargó de crear el corazón, felicitó el trabajo de Harper, al calificarlo como «increíble», mientras que, por su parte, señaló que «es muy divertido y surrealista para mí ver algo que pinté, ¡en la portada de un álbum de MercyMe! Estoy agradecido por la oportunidad y feliz de ayudar de una manera pequeña».

## Composición
MercyMe quería salir de su zona de confort con el sonido general del álbum y, trajeron al productor Dan Muckala. Millard había dicho que inicialmente compuso las canciones en el álbum como poemas y luego la banda trabajó en la música, por lo que significó que no pensó mucho sobre la duración total de las canciones. La agrupación había desarrollado el sonido del disco mirando al trabajo de The Beatles como inspiración. En general, el contenido lírico del álbum gira en torno a un tema de amor incondicional y un concepto que MercyMe ha llamado «amar bien». Otros temas incluyen la adoración y el desinterés.
The Generous Mr. Lovewell abre con «This Life», un tema caracterizado por el rock electrónico, con influencias del europop, y que hace uso de sintetizadores y un riff de guitarra. La segunda pista que da título al disco, contiene un sonido pop, e incorpora sonidos semejantes a The Beatles y The Beach Boys. Líricamente, trata sobre la historia de un señor ficticio llamado Lovewell, un hombre con un corazón de siervo que trata a todos con respeto y hospitalidad. «Move», tercera canción y segundo sencillo del álbum, pertenece al género dance rock, con un arreglo comparado al de «This Love» e influenciado por los trabajos de Bee Gees. Según Millard, vocalista de la banda, en la canción, admite que la vida puede ser difícil cuando «lo correcto sigue viniendo mal», pero ve que Dios «lo lleva a días más brillantes». La letra relata la perseverancia en la adversidad. «Crazy Enough» es el cuarto tema de The Generous Mr. Lovewell; posee un sonido más oscuro de MercyMe, con un toque de Radiohead. La letra refleja que «puede que solo seas lo bastante loco» para intentar y cambiar el mundo, pero aun así cómo el amor puede realmente cambiarlo. La siguiente es «All of Creation», primer sencillo del álbum, es una canción pop rock que habla sobre cómo estábamos separados de Dios por nuestros pecados, aunque también hace referencia al amor, la vida y las creencias. La segunda parte de The Generous Mr. Lovewell la abre «Beautiful», sexta canción y segundo sencillo publicado. Esta fue compuesta con las hijas de la banda en mente, y habla de cómo el mundo dice que no somos lo suficientemente buenos, sin embargo «Cristo vio algo hermoso en nosotros», y es un recordatorio de cómo Él nos ve, a pesar de cómo nos vemos a nosotros mismos. «Back to You» se caracteriza por tener un sonido funky, y sigue el enfoque de amarse uno al otro. Por su parte, «Only You Remain» nos dice que pase lo que pase, Dios permanece, y agradece por su consistencia eterna. «Free» proclama que no importa qué cadenas imponen el mundo, Dios es nuestro medio de libertad, mientras que la balada «Won't You Be My Love», trata sobre que Él nos llama a ser Su amor en un mundo quebrantado. La última canción de The Generous Mr. Lovewell, «This So Called Love» también es una balada, que expresa la creencia de que todas las acciones hechas ausentes de Jesús son en vano, y que no importa cuánto esfuerzo ponemos en amar a los demás.

## Recepción crítica
The Generous Mr. Lovewell contó con reseñas generalmente positivas por parte de los críticos musicales. Dando al álbum cuatro estrellas y media de cinco, el crítico Jared Johnson de Allmusic declaró que «si solo sabes de MercyMe por su éxito ubicuo [e] híbrido de adulto contemporáneo, «I Can Only Imagine» (2001), has dejado de lado uno de los éxitos más accesibles y conocidos del género cristiano – lo que significa que puede que no aprecies completamente la declaración entera [y] artística que la banda hace en The Generous Mr. Lovewell, una reinvención audaz que condujo a la banda lejos de su zona de confort, y provocó una tendencia social nacional en el proceso». Asimismo, tomó nota de que «la colaboración de la banda con Brown Bannister y Dan Muckala entrega los mensajes con autenticidad y nuevos sonidos contemporáneos, que hacen perfectamente creíble imaginar un mundo en el que las acciones consideradas y genuinas de Lovewell son evidentes en la vida de la gente real cotidiana». Deborah Evans Price, de la revista Billboard, comentó que «desde el primer número alegre, "This Life", a la breve pero elocuente última "This So Called Love", el sexto álbum de estudio de MercyMe, The Generous Mr. Lovewell, es un conjunto ejecutado excelentemente que celebra cómo el poder del amor puede cambiar el mundo... La música con un mensaje nunca sonó más hermosa». Kevin Davis de Christian Music Review le otorgó una calificación de «A+» y opinó que le recuerda «de un álbum clásico como Sgt. Pepper's Lonely Hearts Club Band de The Beatles o Songs for Jane [sic] de Maroon 5, tanto en la diversidad musical y con las letras desafiantes» y «establece verdaderamente a MercyMe como el primer artista en toda la música cristiana». Una crítica más positiva la otorgó Kevin McNeese de NewReleaseTuesday, quien le dio al disco cinco estrellas de cinco, al comentar que «toma la fórmula que ha perfeccionado MercyMe y deja patear fuera de la ventana de Mr. Lovewell». Brian Hall de The Christian Manifesto también lo calificó con cinco estrellas, y afirmó que «cuando escuché inicialmente el nombre de este nuevo álbum, mi mente saltó inmediatamente a Sgt. Pepper Lonely Hearts Club Band de The Beatles. Mientras que es absurdo comparar nada a ese disco, me siento lo suficientemente cómodo como para decir que es el [álbum de] música cristiana contemporánea más cercana que ha llegado a mantener un partido». Además, opinó que es «fácilmente uno de los mejores discos, y la historia mirará hacia atrás en ella amablemente». El sitio web Alpha Omega News fue favorable en su crítica, al decir que «este es el mejor proyecto de Mercy Me [sic] hasta la fecha y me encanta lo creativos que estaban con sus talentos». Concluyó que «es un reto y un riesgo que no muchos otros grupos podrían resistir o permitirse llevar». El disco fue muy elogiado por Mike Rimmer, de Cross Rhythms, quien le brindó diez puntos de diez, y comentó que The Generous Mr. Lovewell suena como el álbum donde MercyMe finalmente entrega algo que es consistentemente fabuloso; felicitó a los productores Dan Muckala y Brown Bannister «por su parte en la creación de este álbum que se mantiene unida temática y musicalmente». Por otro lado, Jono Davies de Louder than the Music sostuvo que «esperaba que este álbum empujaría a la banda hacia adelante, pero al mismo tiempo tienen la calidad que hemos venido a conocer con Mercy Me [sic], y eso es exactamente lo que hace que este álbum [esté] en todos los niveles». R.J. Carter de The Trades, que lo calificó con una «A+», escribió que «MercyMe se pone tan fuerte como nunca, entregando un sonido que es únicamente suyo, un mensaje que es claramente de Cristo y canciones que trabajan irrevocablemente su camino en tu conciencia». Por su parte, entre las canciones favoritas de Whitney Sánchez, de South Hill Calvary Chapel, figuraron «All of Creation» y «Beautiful». Otra opinión favorable la dio la crítica Martha Bolton de Gospel Music Update, que sugirió que cada corte en este CD está seguro en uno de los favoritos. Asimismo, lo definió como «excepcionalmente producido e interpretado». Por último, indicó que «desde el primer corte hasta el último, vas a amar este último CD. Si estás en un lugar en tu vida donde te sientes mal, perdiste tu alegría o simplemente te estás preguntando de qué se trata la vida, The Generous Mr. Lovewell va a cambiar tu punto de vista desde la primera escucha».
Por otro lado, el álbum obtuvo una «B» por parte de Tyler Hess, de Christian Music Zine, quien sostuvo que «Mercy Me [sic], la megabanda que todo el mundo y su abuela conocen en el rock cristiano, ha creado una historia de dos bandas. Una de ellas creativa, atrevida y por todas partes al principio de un álbum conceptual basado libremente en Mr. Lovewell, un [álbum] cristiano digno de ser emulado por su amor... El otro es el status quo, exactamente lo que esperarías en primer lugar, dejando mucho a la imaginación». Sin embargo, Roger Gelwicks de Jesus Freak Hideout fue aún menos positivo en su reseña, e indicó que «MercyMe sigue en la cima de su juego... sin embargo, The Generous Mr. Lovewell es sin lugar a dudas un disco bastante olvidable, y mientras que hay unas pocas gemas para encontrarse, solo va a atraer a la ya existente fanbase de MercyMe conseguida después de todos estos años». También dijo que «MercyMe todavía tiene grandes cosas que decir y su progresión musical ha sido lo suficientemente adecuada, pero es difícil ver su sexto disco como algo extraordinario y más deseable que su material anterior». En la misma vena, el autor Aaron Conrad no quedó satisfecho, y mencionó que si bien no es terrible, no es lo mejor que MercyMe ha tenido que ofrecer. Otra opinión la dio Andrew Greer de Christianity Today, quien dijo que la parte lírica del disco podría haber sido mejor. Por el contrario, un redactor de Christian Post quedó encantado con la letra de cada canción, y admitió que el material es dinámico y los tambores upbeat te hacen mover junto a las pistas. En su análisis al disco, Bob Hoose de Plugged In citó: «Incansablemente alegre, Mr. Lovewell es un alma sencilla que cambia su mundo y que inspira a otros con pequeños actos de amor y bondad. En total, esta colección, a veces animosa, a veces tranquila y pensativa, presenta un recuento extremadamente placentero del impacto que puede tener una sola persona si él o ella reconocen simplemente el amor puro de Dios y llevarlo en las minucias de la vida». John Bowen de la estación de radio KBIQ comentó que «The Generous Mr. Lovewell es un caballero caballeroso y atento que todos deberíamos conocer mejor – tanto dentro de los límites de nuestras colecciones de CD – y en cómo interactuamos con los demás». Por otro lado, Andy Argyrakis, de la radiofórmula Today's Christian Music, opinó que «incluso con triunfos pasados de todo el grupo, no hay evidencia de que el resto de los chicos, en sus laureles o [...] cualquiera de su material, hace que esto valga la pena recomendar[lo] para los oyentes de hace mucho tiempo y los recién llegados por igual». Por último, Dale Lewis de Title Trakk notó que «está magníficamente escrito y arreglado de principio a fin. ¡Podrás estar escuchando este CD más de una o dos veces a la semana!».

### Reconocimientos
The Generous Mr. Lovewell obtuvo varios reconocimientos por parte de críticos sobre música cristiana. Kevin McNeese de NewReleaseTuesday posicionó al álbum en el número tres de su lista de los 10 álbumes del 2010. Al respecto, comentó: «La letra es tan poderosa, alentándonos a ser mejores personas y ser la luz del mundo que Dios ha llamado a todos nosotros para ser. En general, un fantástico álbum de MercyMe que nunca falla». Además, ha sido nominado en la categoría de mejor álbum cristiano, en los Billboard Music Awards de 2011, pero perdió ante Awake de Skillet. Por otro lado, los sencillos publicados también fueron reconocidos como lo mejor del año. De este modo, el autor Fred de Christian Cafe colocó a «Move» y «Beautiful» en las posiciones décima y séptima, respectivamente. Por su parte, Kim Jones de About.com ubicó a «All of Creation» en el tercer lugar de las 40 mejores canciones cristianas del 2010, mientras que Blessed-Family la posicionó en la cima de los 10 mejores temas del mismo año. Asimismo, esta última recibió nominaciones a canción cristiana en la misma edición de los premios Billboard, y a canción del año y pop/contemporánea del año, en los GMA Dove de 2011, pero no ganó ninguna de ellas, pues los premios se lo llevaron «Our God» de Chris Tomlin en la primera entrega, y «Sometimes I Cry» de Jason Crabb y «Beautiful, Beautiful» de Francesca Battistelli en la segunda, respectivamente.

## Recepción comercial
The Generous Mr. Lovewell obtuvo una recepción comercial moderada en los Estados Unidos. El 22 de mayo de 2010, debutó en el puesto número tres de la lista Billboard 200, con 88 000 copias comercializadas en su primera semana, según reportes de Nielsen SoundScan. Al respecto, el presidente de la compañía INO Records, Jeff Moseley, comentó: «Estoy emocionado por este debut de ventas de MercyMe. Para superarse ellos mismos continuamente en cada lanzamiento es raro. En este ambiente de negocios, un debut en el número 3 de un artista es excepcional. Creemos que demuestra que el poder de una canción y un álbum creativo aún conmueve a la gente y mejora sus vidas». Las altas ventas de esa semana fueron conducidas por una larga campaña de preorden. En consecuencia, las ventas del álbum cayeron bruscamente en su segunda semana, con 18 000 unidades distribuidas (una caída del 80%), por lo que descendió al número veintitrés en la lista de álbumes, la siguiente edición. En total, The Generous Mr. Lovewell permaneció cuarenta y cinco semanas en esa lista. Por su parte, en la misma edición en la que entró en el Billboard 200, el disco debutó en la cima del Christian Albums, y obtuvo las posiciones 158 y 6 en las listas anuales de estos conteos. Alcanzó el número nueve en la lista de álbumes digitales de Billboard, y en el 2012, ocupó la duodécima posición en la Pop Catalog Albums.

## Promoción
Una de las formas que tuvo MercyMe para promocionar el álbum fue creando un sitio oficial del personaje Mr. Lovewell, llamado Mrlovewell.com. En él, se crearon varias subpáginas, entre ellas, un mensaje de MercyMe a los seguidores, diferentes historias y experiencias de vida contadas por personas de distintos lugares, un segmento llamado «Únete al movimiento», y varios vídeos donde el personaje se ve en diferentes situaciones, como estando en la calle viendo cómo transitan los automóviles, caminando en la vereda de una ciudad, estando en una fuente, bailando, andando en bicicleta, entre otros. Además, se creó una cuenta de Facebook y Twitter del personaje. Por otro lado, se publicaron tres sencillos comerciales de The Generous Mr. Lovewell. El primer de ellos, «All of Creation» fue lanzado a las radios estadounidenses el 29 de enero de 2010, mientras que en formato digital, el 2 de marzo del mismo año. Obtuvo críticas generalmente positivas; fue calificada como «increíble», y fue descrita como una canción de adoración. Comercialmente, obtuvo un éxito en las principales listas de música cristiana de Billboard, pues llegó a la cima del Christian Songs y Christian AC Monitored. El segundo, «Beautiful», fue lanzado el 17 de septiembre de 2010. En general, los críticos le otorgaron reseñas favorables, al citarla como una balada «excelente», pero que aburre al oyente, debido a que «tiende a alargarse por mucho tiempo». Al igual que su predecesor, llegó al número uno de los conteos Christian AC Indicator, Christian AC Monitored, Soft AC/Inspo y Christian Songs. Por último, de manera similar, «Move», el tercer sencillo del disco, ocupó el uno en el Christian Songs, para la semana del 3 de septiembre de 2011. Se mantuvo allí por nueve semanas consecutivas, hasta el 5 de noviembre, donde descendió al número dos, solo detrás de «Courageous», de Casting Crowns. Su recepción crítica fue variada, pues los revisores la compararon con los trabajos de Maroon 5. Luego de publicar los dos primeros sencillos del álbum, la banda realizó una gira llamada Lovewell LIVE. Esta inició el 24 de septiembre de 2010, y finalizó el 20 de noviembre del mismo año, con veintisiete presentaciones dadas en diferentes ciudades de los Estados Unidos.

## Lista de canciones
| N.º | Título                      | Escritor(es)                                                                                            | Productor(es)                | Duración |  |
| 1.  | «This Life»                 | Bart Millard, James Bryson, Nathan Cochran, Barry Graul, Michael Scheuchzer, Robin Shaffer, Dan Muckala | Brown Bannister, Dan Muckala | 3:44     |  |
| 2.  | «The Generous Mr. Lovewell» | Millard, Bryson, Cochran, Graul, Scheuchzer, Shaffer                                                    | Bannister, Muckala           | 4:10     |  |
| 3.  | «Move»                      | Millard, Bryson, Cochran, Graul, Scheuchzer, Shaffer, Muckala                                           | Bannister, Muckala           | 2:58     |  |
| 4.  | «Crazy Enough»              | Millard, Bryson, Cochran, Graul, Scheuchzer, Shaffer                                                    | Bannister, Muckala           | 4:07     |  |
| 5.  | «All of Creation»           | Millard, Bryson, Cochran, Graul, Scheuchzer, Shaffer, Muckala                                           | Bannister, Muckala           | 3:56     |  |
| 6.  | «Beautiful»                 | Millard, Bryson, Cochran, Graul, Scheuchzer, Shaffer, Bart Millard                                      | Bannister, Muckala           | 4:22     |  |
| 7.  | «Back to You»               | Millard, Bryson, Cochran, Graul, Scheuchzer, Shaffer, Muckala                                           | Bannister, Muckala           | 4:11     |  |
| 8.  | «Only You Remain»           | Millard, Bryson, Cochran, Graul, Scheuchzer, Shaffer, Muckala, Jason Ingram                             | Bannister, Muckala           | 4:51     |  |
| 9.  | «Free»                      | Millard, Bryson, Cochran, Graul, Scheuchzer, Shaffer, Muckala, Ingram                                   | Bannister, Muckala           | 4:09     |  |
| 10. | «Won't You Be My Love»      | Thad Cockrell, Nick Kish, Bart Millard                                                                  | Bannister, Muckala           | 5:16     |  |
| 11. | «This So Called Love»       | Millard                                                                                                 | Bannister, Muckala           | 1:36     |  |

## Posicionamiento en listas
| Lista (País 2010)                   | Mejor posición |
| ----------------------------------- | -------------- |
| Estados Unidos (Billboard 200)      | 3              |
| Estados Unidos (Christian Albums)   | 1              |
| Estados Unidos (Digital Albums)     | 9              |
| Lista (País 2012)                   | Mejor posición |
| Estados Unidos (Pop Catalog Albums) | 12             |

| Lista (País 2010)                 | Posición |
| --------------------------------- | -------- |
| Estados Unidos (Billboard 200)    | 158      |
| Estados Unidos (Christian Albums) | 6        |
| País (Lista 2011)                 | Posición |
| Estados Unidos (Christian Albums) | 7        |
| País (Lista 2012)                 | Posición |
| Estados Unidos (Christian Albums) | 47       |

## Historial de lanzamientos
| Región         | Fecha             | Discográfica |
| -------------- | ----------------- | ------------ |
| Estados Unidos | 4 de mayo de 2010 | INO Records  |

## Créditos y personal
| MercyMe - Bart Millard: vocalista principal, composición y voz de fondo - Jim Bryson: teclados, voz de fondo, casting y vestuario - Nathan Cochran: bajo, voz de fondo y vestuario - Barry Graul: guitarra y voz de fondo - Mike Scheuchzer: guitarra y voz de fondo - Robby Shaffer: batería Intérpretes adicionales - Voz de fondo: Carly Bannister, Matt Fuqua, Josh Havens, Ellie Holcomb y Dan Ostebo - Músico: Adam Lester | Técnico - Brown Bannister: composición, edición digital, ingeniería de grabación y producción - Steve Bishir: ingeniería - Chuck Butler: edición digital y músico - Aaron Chmielewski: asistente - Thad Cockrell: composición y voz de fondo - Dan Deurloo: asistente y edición digital - David Edmonson: fotografía - Luke Edmonson: fotografía - Charles Godfrey: asistente - Brody Harper: dirección artística y diseño de portada - Jason Ingram: composición - Keller Jahner: asistente - Ted Jensen: masterización - Danielle Kelley: casting - Nick Kish: composición - Daniel Martin: casting - Ben McCraw: diseño de paquete - Buckley Miller: asistente - Dan Muckala: composición, edición digital, ingeniería de grabación, producción, programación y voz de fondo - Leigh Ragan: estilista y maquillaje - Reid Shippen: ingeniería y mezcla - Kristin Weidemann: arte - Bill Whittington: edición digital e ingeniería de grabación |

Fuentes: créditos adaptados de Allmusic y las notas del álbum.